# 上十条二丁目交番爆破事件

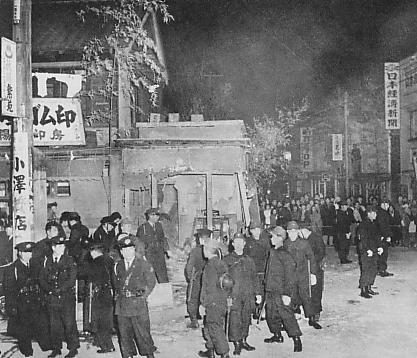
大破した上十条二丁目交番

上十条二丁目交番爆破事件（かみじゅうじょうにちょうめこうばんばくはじけん）とは、1955年（昭和30年）12月19日に東京都北区上十条の警視庁王子警察署の上十条二丁目派出所で発生した交番爆破事件。
なお、この上十条二丁目派出所は、現在の十条駅前交番から50m南の丁字路交差点にあった交番である。

## 事件の概要
1955年12月19日、上十条二丁目派出所に爆弾が投げ込まれ大爆発した。交番は大破し、隣の印鑑店にも被害を及ぼした。中にいた警察官2人は重傷を負った。
交番を襲撃された事件は過去にも何回かあったが、爆破されたのは今回が初めてであり、警視庁は王子署に合同捜査本部を設置し、110人の専従捜査員による大規模な捜査を開始した。
参考人4258人を取り調べ、延25830人の捜査人員による捜査の結果、北区在住の在日韓国・朝鮮人の工員（当時52歳）が捜査線上に浮かび、1956年（昭和31年）8月27日に逮捕された。共犯として息子（当時22歳）も逮捕された。

## 動機と手口
犯人の供述によると、以前に同交番で窃盗事件の取り調べを受け、それを根に持っての犯行であった。ちなみに凶器のダイナマイトは、犯人の息子が鶴見川護岸工事に従事した際に、工事現場から盗んだものであった。